# Eristalinus polychromata
Eristalinus polychromata är en tvåvingeart som först beskrevs av Enrico Adelelmo Brunetti 1923.  Eristalinus polychromata ingår i släktet slamflugor, och familjen blomflugor. Inga underarter finns listade i Catalogue of Life.